# صينية مزيفة
صينية مزيفة (باليابانية: 偽中国語،، بالروماجي: nise chūgokugo، نطق صيني: wěi zhōng guó yǔ) شكل من أشكال الكتابة العامّية على الإنترنت باللغة اليابانية ظهر للمرة الأولى في عام 2009 ثم شاع إستخدامه، تأخذ فيه الجملة نفس الهيئة والتركيب القواعدي الياباني لكن مع حذف (أو استبدال) جميع حروف الهيراغانا والكاتاكانا منها والإبقاء على الكانجي فقط ما يجعل الجملة تبدو وكأنها باللغة الصينية، إنتشر هذا النظام بسرعة إلى الصين حيث سمح للصينيين بتخمين معاني الجمل اليابانية وفهمها حتى من دون معرفة نطقها وقواعدها، أشادت وكالة الأخبار المركزية في تايوان بهذا الاسلوب معتبرةً إياه وسيلة جديدة للتواصل الصيني-ياباني.
في أسلوب الكتابة هذا، لا تستعمل بالضرورة ذات الحروف المشتركة بين اللغتين، فيمكن إختيار كلمات وحروف أكثر تخصيصًا للمعنى بينما يتصور الطرف المستقبل للكلام المعنى العام للجملة من المعاني المنفصلة للحروف في اللغتين، كمثال الجملة الصينية 非常感謝 (إمتنان كبير) والتي تكتب بالصينية المزيفة بالشكل (大変感謝) يترآى بوضوح أن كلمة 感謝 (إمتنان) مشتركة بين اللغتين، وتدل "非常" على التعظيم [الإنجليزية] في اللغة الصينية، بينما "大変" تخدم الغرض نفسه في اليابانية، وجد الكثير من مستخدمي موقع بايدو تشابه كبير بين الصينية المزيفة والصينية التقليدية، كمثال الجملة اليابانية ？貴方明日何処行 (أين ستذهب غدًا؟)، بيد أن التشابه ليس وليد المصادفة إنما نشأت الكتابة اليابانية وتطورت أصلاً عن الصينية التقليدية.

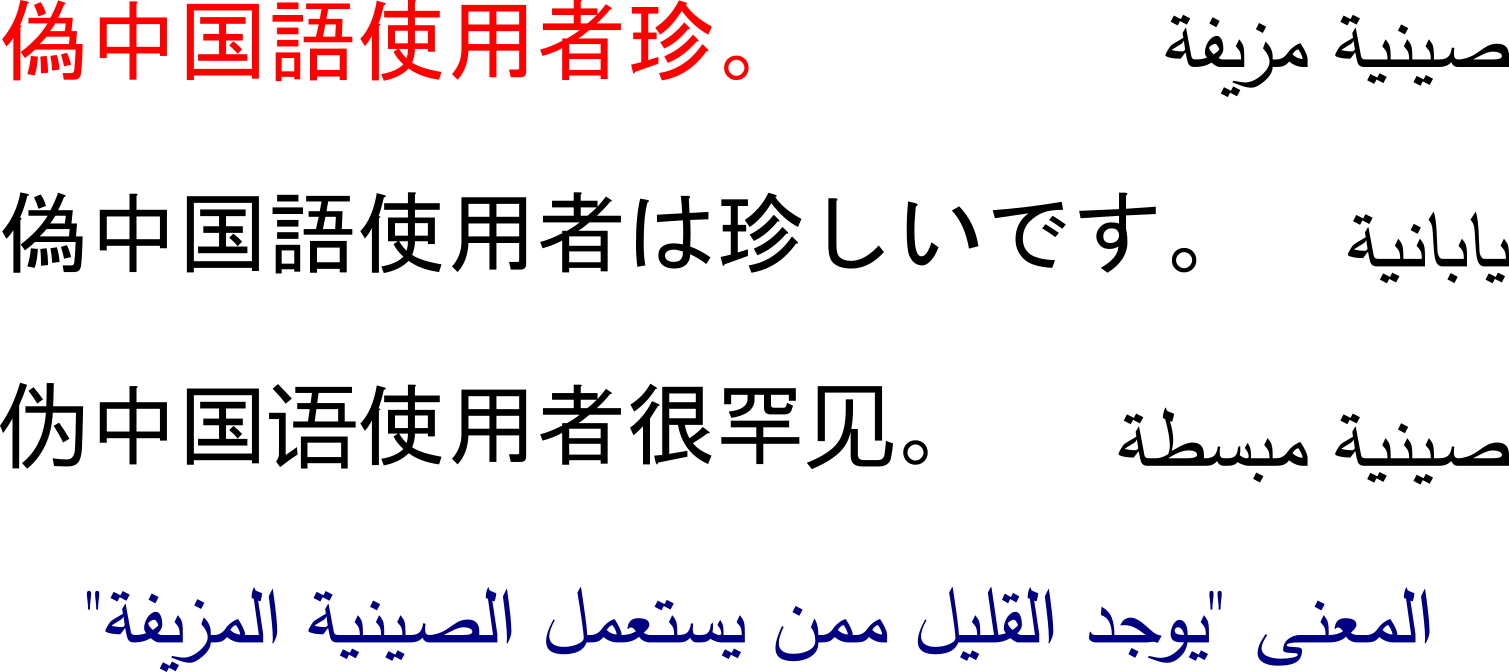
مثال لجملة صينية مزيفة وأصلها الياباني وما يقابلها بالصينية.

## طالع أيضًا
- اللغة اليابانية
- اللغة اليابانية القديمة
- كانجي
- هيراغانا
- كاتاكانا
- كانجي الاستخدام الشائع
- قائمة حروف كانجي الاستخدام الشائع